# استان هوت
استان هوت (به لاتین: Houet Province) یک منطقهٔ مسکونی در بورکینافاسو است که در منطقه هوت-باسین واقع شده‌است. استان هوت ۱۱٬۵۷۱ کیلومتر مربع مساحت و ۱٬۵۰۹٬۳۷۷ نفر جمعیت دارد.